# Mesophellia glauca
Mesophellia glauca är en svampart som först beskrevs av Cooke & Massee, och fick sitt nu gällande namn av D.A. Reid 1963. Mesophellia glauca ingår i släktet Mesophellia och familjen Mesophelliaceae.   Inga underarter finns listade i Catalogue of Life.